# Budiměřice
Budiměřice (en allemand : Budimierschitz) est une commune du district de Nymburk, dans la région de Bohême-Centrale, en République tchèque. Sa population s'élevait à 653 habitants en 2020.

## Géographie
Budiměřice se trouve à 5 km à l'est-nord-est de Nymburk et à 50 km à l'est-nord-est de Prague.
La commune est limitée par Chleby et Vestec au nord, par Netřebice et Kouty à l'est, par Křečkov et Poděbrady au sud, et par Nymburk et Bobnice à l'ouest.

## Histoire
La première mention écrite de la localité date de 1374.